# Полуостров Эдуарда VII
Полуо́стров Эдуа́рда VII, или Земля́ Эдуа́рда VII, или Земля́ Короля́ Эдуа́рда VII (англ. King Edward VII Land) — крупный, покрытый льдами полуостров в Антарктиде.

## География
Полуостров Эдуарда VII представляет собой крайнюю северо-западную оконечность Земли Мэри Бэрд и иногда рассматривается не как самостоятельная Земля, а как часть Земли Мэри Бэрд.
Он выдаётся в Море Росса между заливом Зульцбергера и северо-восточным углом шельфового ледника Росса. Полуостров Эдуарда VII определён шельфовым ледником Росса на юго-западе, заливом Окума на западе, и на востоке — заливом Зульцбергера и берегом Саундерса; все из них в основном находятся в Море Росса и Южном океане в Антарктике.
Западный берег полуострова — это берег Ширазе (англ. Shirase Coast). На севере и востоке полуострова находится шельфовый ледник Суинберна.

## История
Полуостров Эдуарда VII был открыт 30 января 1902 года Британской национальной антарктической экспедицией (BrNAE, 1901—1904), возглавляемой Робертом Фолкон Скоттом, который назвал его Землёй Короля Эдуарда VII (King Edward VII Land) в честь британского короля Эдуарда VII. Полуостровной характер Земли Эдуарда VII был установлен в ходе поисковых работ, проведённых антарктической экспедицией Ричарда Бэрда (Byrd Antarctic Expedition) (1933—1935) и экспедицией Антарктической службы США (USAS, 1939—1941).

## Выпуск почтовых марок

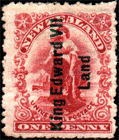
Надпечатка «Земля короля Эдуарда VII» на марке Новой Зеландии (1908)

В 1908 году на марках Новой Зеландии красного цвета номиналом в 1 пенни была сделана надпечатка по вертикали «King Edward VII Land» («Земля короля Эдуарда VII»). Марки были взяты в антарктическую экспедицию английского исследователя Эрнеста Генри Шеклтона (Ernest Shakleton). Использовались только на специальном почтамте.